# Esperança de vida corrigida pela incapacidade
A esperança de vida corrigida pela incapacidade (EVCI), ou esperança de vida saudável indica o número de anos que determinado indivíduo pode esperar viver de forma saudável, sem limitações ou incapacidades. A Organização Mundial de Saúde reconhece tratar-se de um método mais preciso de análise de uma população, ao levar em conta factores de qualidade de vida que não são contabilizados para a esperança de vida.
São usados dois indicadores: DALE (Disability-Adjusted Life Expectancy) e HALE (Health-Adjusted Life Expectancy), calculados normalmente aos 0 e aos 65 anos. Para o seu cálculo são tidos em conta dados de mortalidade, de limitações físicas e de institucionalização a longo prazo.